# Flexogravity
Flexogravity é um EP feito em conjunto por duas bandas portuguesas, a banda de rock Blind Zero e a banda de hip hop, Mind da Gap. Foi editado em 1996 através da NorteSul
É um disco com muito de experimental e de fusão de Rock, Hip-Hop, Industrial, Trip-Hop, Cabaret. Esta junção, surpreendente e inovadora para muitos, foi reconhecida como o "EP do Ano", para João Gomes dos Cool Hipnoise.

## Faixas
1. No Future
2. Retropolitan
3. Too Far
4. No Future (Smokin' Version)

## Créditos

### Mind da Gap
- Ace, Presto e Serial

### Blind Zero
- Miguel Guedes (voz)
- Vasco Espinheira (guitarra e voz)
- Nuno Espinheira (baixo e voz)
- Pedro Guedes (bateria)
- Marco Nunes (guitarra e voz)

## Ligações Externas
- Mind da Gap - Sítio oficial
- Mind da Gap - Myspace
- Blind Zero - Sítio Oficial
- Blind Zero - MySpace